# Pșinciîne, Romnî
Pșinciîne (în ucraineană Пшінчине) este un sat în comuna Basivka din raionul Romnî, regiunea Sumî, Ucraina.

## Demografie
Componența lingvistică a localității Pșinciîne
     Ucraineană (100%)
Conform recensământului din 2001, toată populația localității Pșinciîne era vorbitoare de ucraineană (100%).